# Turmhügel Lengdorf
Der Turmhügel Lengdorf  ist eine abgegangene hochmittelalterliche Niederungsburg auf 465 m ü. NHN etwa 160 m nordwestlich der Pfarrkirche St. Petrus der Gemeinde Lengdorf im Landkreis Erding in Bayern. Außer dem Turmhügel Lengdorf befindet sich nordöstlich von Lengdorf der Burgstall Lengdorf.
Die Anlage wird als Bodendenkmal unter der Aktennummer D-1-7738-0029 als „verebneter Turmhügel des hohen Mittelalters“ geführt. Die kreisrunde Anlage liegt unmittelbar südlich der Isen und hatte einen Durchmesser von etwa 35 m. Der Burgstall liegt teilweise auf einer Wiese bzw. ist im Randbereich bewaldet; er ist obertägig nicht mehr sichtbar.